# Anna Kisseleva
Pour les articles homonymes, voir Kisseleva.
Anna Olegovna Kisseleva (en russe : Анна Олеговна Киселёва) est une joueuse de volley-ball russe née le 3 février 1991 à Iekaterinbourg. Elle mesure 1,86 m et joue au poste de réceptionneuse-attaquante. Elle totalise 11 sélections en équipe de Russie.

## Clubs
| Club                | De        | À         |
| ------------------- | --------- | --------- |
| Dynamo-Yantar       | 2006-2007 | 2009-2010 |
| Iounost Krasnoïarsk | 2010-2011 | 2010-2011 |
| Universitet Vizit   | 2011-2012 | 2011-2012 |
| Nadejda Serpoukhov  | 2012-2013 | 2012-2013 |
| Primorotchka        | 2013-2014 | 2013-2014 |
| VK Obninsk          | 2014-2015 | …         |

## Palmarès

### Équipe nationale
- Championnat d'Europe des moins de 20 ans
  - Finaliste : 2008.

### Distinctions individuelles
- Championnat d'Europe féminin de volley-ball des moins de 20 ans 2008: Meilleure marqueuse.